# El Boleo
El Boleo es una antigua mina de cobre ubicada en las cercanías de la localidad de Santa Rosalía (Baja California Sur) en México.

## Yacimiento
El yacimiento se encuentra cerca del volcán de las Tres Vírgenes y la antigua mina de plata de Santa María. El mineral tiene un 15% de cobre, contenido bastante excepcional, y está compuesto de una mezcla compleja de óxidos y sulfuros. Se originó por oxidación en las zonas sedimentarias sumergidas por el mar, facilitada por una reacción química entre las sales de cloruro con sulfuros de plomo y cobre.
La mina comenzó a conocerse como «el boleo» («conjunto de bolas») debido a que el mineral de cobre apareció en una matriz en una configuración más o menos esférica.
La alta calidad del mineral se debe a la ausencia de arsénico y antimonio en el proceso de refinación, facilitado por la fuerte oxidación natural que presenta. Esto lo vuelve tan rentable como el extraído en la mina de Chuquicamata (Chile).

## Historia
En 1868, un ranchero mexicano llamado José Rosas Villavicencio encontró un mineral extraño en una región deshabitada de la Península de Baja California y tomó unas muestras. Con la intención de averiguar si tienen algún valor se lo mostró al capitán de un barco, lo que llamó la atención de dos ciudadanos alemanes quienes le pagaron al ranchero para que les indicara donde lo había obtenido. Los alemanes se desplazaron hasta la zona que les indicó Villavicencio e iniciaron inmediatamente una labor de prospección geofísica.
Desde 1870, la mina comenzó a ser explotada a baja escala por distintos equipos de mineros; hasta que, en 1872 y tras dos años de disputas legales, Carlos Eisenman y Eustaquio Valle ganaron la concesión. Para ello fundaron una empresa a la que llamaron «El Boleo». En 1879, las fluctuaciones en el precio del cobre y las técnicas rudimentarias de explotación provocaron el quiebre de la compañía.

### Descubrimiento del potencial del yacimiento
El cobre proveniente de esta mina se había estado exportando a Europa desde 1872, principalmente a Suecia e Inglaterra, lo que llamó la atención de la familia Rothschild que decidió enviar a dos geólogos franceses a México con la intención de averiguar el origen del mineral y determinar el potencial de la mina. Esto se debe a que, en aquella época, el mercado mundial del cobre estaba dominado por un único gran productor, Rio Tinto Company Limited a través de la explotación de la mina Corta Atalaya ubicada en Minas de Riotinto, Provincia de Huelva, España.
Poco tiempo después, un ingeniero francés llamado Georges de la Bouglise descubre el potencial geológico de la mina, tras analizar una muestra de mineral. Él era accionista y presidente, desde 1881, de Société anonyme des mines de Lexington, que explotaba una veta de plata cerca de Butte (Montana) donde se habían identificado grandes cantidades de cobre que demostraron ser fáciles de procesar. Para aprovechar las ventajas de los avances tecnológicos en el procesamiento de cobre, se decidió llevar a cabo una investigación de viabilidad en México. Resultado de esto escribió, junto con Edouard Cumenge, un informe geológico fechado el 15 de diciembre de 1884, con el cual convenció al banco Mirabaud y la familia Rothschild para invertir fuertemente en Baja California mediante la adquisición de la mina para explotar no sólo la parte superficial del depósito, sino también la masa existente en la profundidad, con toda la infraestructura necesaria para llevarlo a cabo. 

Evolución del precio del cobre en la Bolsa de Metales de Londres durante la crisis de 1887-1889

La publicación del informe inicia un proceso especulativo en la Bolsa de Boston, fogoneado por las acciones de Calumet et Hecla Mining Company. Hecho que se repitió dos años más tarde, esta vez causado por Eugène Secrétan quien a través de la Société des métaux comenzó un proceso de acaparamiento de este metal. Este incidente causó la escasez de cobre de 1887 y permanece como el movimiento especulativo más importante en la historia de la producción del cobre.

### Compagnie du Boléo
El entonces presidente de México, Porfirio Díaz, otorgó una nueva concesión a una compañía francesa con la intención de restaurar relaciones diplomáticas con Francia, rotas desde la muerte de Maximiliano de Habsburgo; esta compró la anterior compañía con un millón de pesos oro y firmó un contrato con el presidente Díaz el 7 de julio de 1885 para fundar una colonia minera con todo lo necesario: campamentos, casas, talleres, laboratorios, ferrocarril y acueductos; con el nombre de Compagnie du Boleo y la colonia Santa Rosalía. 
La concesión minera era de las extensas del Porfiriato, llamado Distrito Minero Santa Águeda que abarcaba desde Santa Rosalía hasta Mulegé; Mandaron traer a los geólogos Cumenege de la empresa Río Tinto (Casa Rothschild) los ingenieros Fluchs y La Bougliese, profesores de la escuela de Minas de París, elaboraron un informe en torno al estado real que guardan los minerales; la comisión reportó que había ahí 900 mil toneladas de mineral (una variedad de reciente descubrimiento, la boleíta) cobre de ley, en óptimas condiciones de para ser fundido y calcularon el tiempo que iban a explotarlos: 50 años. A la compañía se la eximió de los impuestos de aduana de sus embarcaciones por el mismo periodo de tiempo.

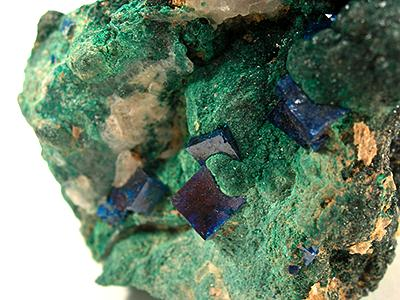
Boleíta

La Compagnie du Boleo se encontraba bajo la Dirección General de Charles Laforgue, que dictaba las órdenes desde París, Francia; a Santa Rosalía al norteamericano William W. Rose, quien en ese tiempo ostentaba el nombramiento de Director Local. La iglesia del lugar, Santa Bárbara, fue diseñada en 1884 por el ingeniero francés Gustavo Eiffel, el mismo que construyó la torre homónima, y construida el año de 1887, fue mostrada en la Exposición Universal de París en 1889 como prototipo destinado a las posesiones francesas en África. Laforgue le compró esta iglesia la cual tiene el mismo estilo del Palacio de Hierro en Veracruz, otra obra de Eiffel, que también estaba en la misma exposición.
Para 1890, el ferrocarril usado en el transporte del mineral abarcaba 38 km con 5 locomotoras, 118 vagonetas para transportar mineral y carbón, 11 plataformas, 7 tanques para agua y un carro de pasajeros. El primer horno de fundición water jacket se instaló en 1886, pero luego se amplió hasta seis más capaces de procesar 100 toneladas diarias. De los hornos salía cobre negro, con 95% de cobre puro y el cobre mate, con el 75%, la escoria resultante se comprimía en bloques usados en la construcción del puerto. Se hizo legendaria la rivalidad con las operaciones mineras de Cananea, Sonora; ambas ciudades competían en quien producía más cobre en los informes anuales del gobierno federal.

### Crecimiento de la población
Los primeros pobladores permanentes fueron un centenar de indígenas yaquis que fueron traídos desde la prisión de Guaymas por Eisenman y Valle para trabajar en la mina. Luego el número de indígenas que trabajaban allí iría en aumento.
En la década de 1890 la compañía emplea a su propio jefe de la policía, quien le reporta directamente al director de la mina. Durante estos años el agua se racionaba porque era necesario construir un canal. El 19 de mayo de 1899 se publica una carta abierta en un periódico de Mazatlán recomendando no migrar al sitio a causa de la alta mortalidad causada por las enfermedades. Con el tiempo, la provisión de agua se incrementa y se proveen servicios médicos gratuitos a cargo de la compañía.

### Crecimiento industrial
El 29 de julio de 1907, el vicepresidente de México, Ramón Corral, llegó a Santa Rosalía en un barco con el mismo nombre, la población lo recibió masivamente y las casas fueron adornadas con banderas y listones, El Sr. Corral se hospedó en el Hotel Francés y en la noche se dio una cena en su honor. Durante la Revolución Mexicana, la Compagnie du Boleo se volvió sumamente estratégica para los intereses porfiristas y maderistas al ser la única zona minera no afectada por el conflicto; arribaron en barco soldados porfiristas manteniendo el orden civil hasta la renuncia de Porfirio Díaz: cuando los mineros trataron de asaltar la tienda de raya, en el enfrentamiento los soldados mataron a un minero e hirieron a otros dos. En diciembre de 1912, el vicepresidente de la República José María Pino Suárez llegó al puerto para entregar la documentación sobre el Reglamento de Seguridad Para Trabajadores Mineros promulgado por Madero el 8 de octubre de ese mismo año. Pino Suárez aseguró en un mitin que si los mineros o los franceses no se sentían a gusto con el Reglamento, podían abandonar el lugar libremente. Durante la dictadura de Victoriano Huerta el revolucionario Manuel F. Montoya estableció una base en el Hotel Central Moderno y el gobierno huertista envió al cañonero Tampico, que con una única bala de cañón destruyó el Hotel matando a Montoya y su armada: el Tampico cargó algunas toneladas de cobre y luego se hundió el 14 de abril de 1914 en Sinaloa.
En 1938 se cumplían los cincuenta años predichos para la explotación del cobre: cuando inevitablemente la producción del cobre decae, se abren pozos más profundos en los existentes y se extraen varias vetas de manganeso que habían sido ignoradas por décadas, lo que permitió prolongar la existencia de la compañía 16 años más.
En 1954 la compañía francesa El Boleo, S.A. cierra operaciones en el poblado al considerar agotados los yacimientos, lo que provoca un éxodo de habitantes. Ante esta situación, el general Agustín Olachea Avilés, Gobernador de Baja California Sur (1946-1956) promovió con el apoyo de la Comisión Nacional de Fomento Minero la formación de una empresa de capital mixto que permitiera la subsistencia de dicha mina, con lo que se reinicia la explotación minera que concluye en 1972 al haberse agotado los yacimientos de cobre.

### Mineralogía
En la zona superior de las minas del distrito de El Boleo se ha encontrado una notable paragénesis, producida por la alteración de sulfuros de plomo y cobre por dicoslciones ricas en cloruros. Esto ha dado lugar, a la formación, entre otros de tres minerales, la boleíta, pseudoboleíta y cumengeíta, que se descubrieron por primera vez en el mundo en ejemplares obtenidos en esta localidad, que consecuentemente es la localidad tipo. Además, para estas tres especies, los ejemplares encontrados en El Boleo son los mejores del mundo.